# FreedomBox
FreedomBox è un progetto comunitario per lo sviluppo e la promozione di personal server basati su software libero per social network distribuiti, email e comunicazioni audio/video. Il progetto è stato annunciato da Eben Moglen al meeting di New York dell'ISOC il 2 febbraio 2010.
Il 4 febbraio 2011, Moglen ha fondato la FreedomBox Foundation come quartier generale del progetto, e il 18 febbraio 2011, la fondazione ha fatto partire una campagna per raccogliere $60.000 in 30 giorni grazie al servizio di crowdfunding, Kickstarter. L'obiettivo è stato raggiunto il 22 febbraio, ma la campagna è andata avanti fino al 19 marzo, raccogliendo $86.724 da 1.004 sostenitori.

## Definizione e Scopi
Il progetto attualmente descrive FreedomBox come
Il progetto intende sviluppare un insieme di software che possano essere eseguiti su plug computer che possano facilmente essere posizionati in abitazioni o uffici. Promuovendo un decentramento delle installazioni hardware, il progetto spera che le FreedomBox "forniscano privacy nella vita quotidiana, e comunicazioni sicure per persone che desiderano mantenere la loro libertà in regimi oppressivi."